# Попов, Самсон Андреевич
Самсон (Сампсон) Андреевич Попов (1850—1884) — основатель и редактор-издатель журнала «Русский спорт».

## Биография
Родился в 1850 году.
В 1866 году окончил 1-ю Санкт-Петербургскую гимназию и поступил в Земледельческий институт. Окончив институт в 1870 году, поступил на службу в Департамент сельского хозяйства Министерства государственных имуществ, где заинтересовался вопросами коннозаводства и иппологии, стал писать статьи для «Журнала коннозаводства», составлял компиляции и делал переводы. Своими трудами он обратил на себя внимание главноуправляющего государственным коннозаводством генерал-адъютанта Р. Е. Гринвальда, который предложил ему перейти на службу в его ведомство. 
В ведомстве Государственного коннозаводства он сначала занимал должность сверхштатного корреспондента, а затем — делопроизводителя 2-го округа государственного коннозаводства. После преобразования ведомства он остался за штатом и в 1882 году стал издавать собственный коннозаводческий журнал «Русский спорт». 
Умер в декабре 1884 года, по разным сведениям — 1 или 4 декабря. Был похоронен на Никольском кладбище Александро-Невской лавры, вместе с родителями — Андреем Сампсониевичем (ум. 19.12.1873) и Юлией Алексеевной (ум. 19.09.1886) Поповыми и братьями — Алексеем (ум. 10.04.1872) и Николаем.